# Phellinus resinaceus
Phellinus resinaceus är en svampart som beskrevs av Kotl. & Pouzar 1979. Phellinus resinaceus ingår i släktet Phellinus och familjen Hymenochaetaceae.   Inga underarter finns listade i Catalogue of Life.